# مبادئ يوغياكارتا

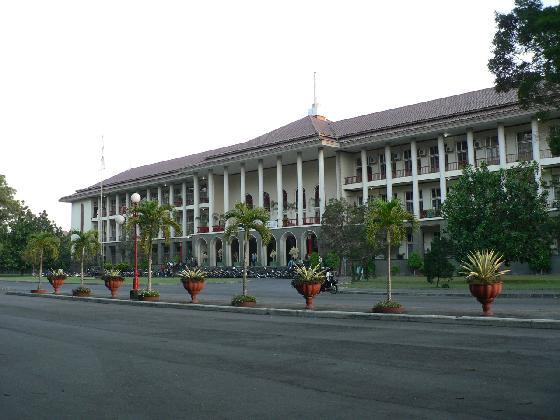

 مبادئ يوغياكارتا حول تطبيق القانون الدولي لحقوق الإنسان فيما يتعلق بالتوجه الجنسي وهوية النوع هي مجموعة مبادئ لتطبيق معايير القانون الدولي لحقوق الإنسان فيما يتعلق بالتوجه (الميول) الجنسي والهوية الجنسية. وذلك للتصَّدي للإساءة لحقوق الإنسان على السُحاقيات ومثليي الجنس ومزدوجي الميول الجنسية والمُتحولون جنسياً وثنائيي الجنس. وضِعت المبادئ لتعزيز السيادة الفردية للهوية الشخصية. وهو مُشرف رئيسي على مجموعة القوانين الدولية لحقوق الإنسان التي تحمي الواقع الحقيقي للهوية الفردية والسيادة من الافتراضات القانونية والبنى الاجتماعية للإيديولوجيات الوطنية والجماعية لدولة ما. تتمحور المسألة من خلال نضالات مجتمعات الشعوب الأصلية وهوية النوع الاجتماعي والهوية الدينية في جميع أنحاء العالم.
تم وضع مبادئ يوغياكارتا في اجتماع للجنة الحقوقيين الدولية، ومنظمة الخدمة الدولية لحقوق الإنسان ولخبراء حقوق الإنسان من مختلف أنحاء العالم في جامعة غادجاه مادا في جاوا من 6 حتى 9 نوفمبر عام 2006. شملت الوثيقة الختامية على «29 مبدأً جرى اعتمادها بالإجماع من قبل خبراء جنباً إلى جنب مع توصيات للحكومات ولمؤسسات العلاقات الحكومية الإقليمية وللمجتمع المدني وللأمم المتحدة بنفسها». وقد سميت المبادئ بيوغياكارتا نسبةً للمدينة التي عُقد فيها المؤتمر. لم يتم تبني هذه المبادئ من قبل الدول كمعاهدة، وبالتالي فهي قانونياً لا تشكل بحد ذاتها جزءاً مُلزِماً من القانون الدولي لحقوق الإنسان. ومع ذلك فإن الهدف من المبادئ أن تكون بمثابة أداة مساعِدة تأويلية لمعاهدات حقوق الإنسان. وقد وقع على المبادئ 29 طرفاً من مجموعة من الدول، وكان الغرض من التوقيع على مبادئ يوغياكارتا أنه ينبغي اعتمادها كمعيار عالمي، تأكيداً على المعيار القانوني الملزم دولياً والذي يتعين على جميع الدول الالتزام به. ذلك وقد عبرت بعض الدول عن تحفظاتها.